# María Amelia Chemisquy
Maria Amelia Chemisquy (n. 1980) es una botánica, y profesora argentina. Es investigadora en el "Instituto de Botánica Darwinion", San Isidro (Buenos Aires); y es doctorando como becaria interna doctoral, del CONICET.
Ha realizado extensas investigaciones botánicas en "Estudios sistemáticos y filogenéticos en la familia Asteraceae: Gnaphalieae sudamericanas", con la dirección de la Dra. S. E. Freire, y su colega Dra. Estrella Urtubey.

## Algunas publicaciones
- maría a. Chemisquy, o. Morrone. 2010. Phylogenetic analysis of the subtribe Chloraeinae (Orchidaceae): a preliminary approach based on three chloroplast markers. Australian Systematic Botany 23: 38-46. resumen

- -----------------------, f.j. Prevosti, o. Morrone. 2009. Seed Morphology in the Tribe Chloraeeae (Orchidaceae): Combining Traditional and Geometric Morphometrics. Bot. J. of the Linnean Soc. 160(2): 171-183. ISSN 0024-4074

- -----------------------. 2009. Gavilea gladysiae (Chloraeeae: Orchidaceae), a new orchid from Southern Argentina and Chile. Brittonia 61: 201-205

- -----------------------. 2009. Novedades nomenclaturales en el género Gavilea (Orchidaceae, Chloraeinae), con especial énfasis en las especies chilenas. Darwiniana: 47(2): 315-320. ISSN 0011-6793

- maría a. Chemisquy, sergio g. Rodríguez Gil, cristina l. Scioscia, liliana m. Mola. 2008. Cytogenetic studies of three Lycosidae species from Argentina (Arachnida, Araneae). Genetics and Molecular Biology 31 ( 4): 857-867

- --------------------, s. Donadio, e. Kellogg, o. Morrone. Molecular phylogeny of the genus Pennisetum and Cenchrus (Poaceae). Comunicación libre. Buenos Aires, Argentina. 29 de noviembre a 1 de diciembre de 2006. Soc. Arg. de Biología. Publicación del Instituto de Histología y Embriología "Dr. Mario H. Burgos" (IHEM-CONICET). ISSN 0327-9545

- --------------------, m.a. Scataglini, f.o. Zuloaga, e. Kellogg, o. Morrone. “Filogenia del género Pennisetum y géneros afines del “bristle clade” sobre la base del marcador molecular ndhf”. Comunicación libre. VI Reunión Arg. de Cladística y Biogeografía. Trelew, Chubut. Argentina. 27 al 29 de abril de 2006. Museo Egidio Feruglio, Trelew, Chubut. Resumen

- La abreviatura «Chemisquy» se emplea para indicar a María Amelia Chemisquy como autoridad en la descripción y clasificación científica de los vegetales.[2]